# 矢田立郎
矢田 立郎（やだ たつお、1940年〈昭和15年〉2月7日 - ）は、日本の政治家。
兵庫県神戸市長（3期）などを歴任した。

## 来歴
兵庫県神戸市出身。神戸市立高羽小学校、神戸市立鷹匠中学校卒業。1958年、兵庫県立御影高等学校を卒業し、翌1959年に神戸市職員に採用される。神戸市役所に勤務しながら、1971年3月、関西大学法学部第二部法律学科を卒業した。神戸市港湾整備局空港整備本部長、保健福祉局長を歴任。2000年に神戸市社会福祉協議会専務理事、翌2001年には神戸市助役に就任した。
2001年10月28日、笹山幸俊市長の引退に伴う神戸市長選挙に無所属で立候補。4人の候補者を下し、初当選を果たした。投票率は、38.14%。
2005年10月23日執行の神戸市長選挙に、自民、民主、公明、社民の推薦を得て無所属で立候補。無所属・日本共産党推薦の候補者ら2人の候補者を下し、2期目の当選。投票率は、30.23%。
2007年から、母校の関西大学の政策創造学部で客員教授を務める。2009年4月には指定都市市長会会長に就任（～2010年3月31日）。
2009年10月25日執行の神戸市長選挙に、民主党単独の推薦を得て無所属で立候補。2人の候補者を下し、3選を果たした。投票率は、31.51%。
2013年3月28日、同年秋に予定される次期市長選に立候補しないことを表明した。同年11月19日に退任。
2017年4月29日付の春の叙勲で、旭日重光章を受章。

## 住民訴訟

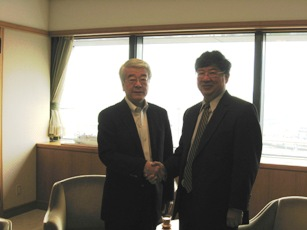
在大阪・神戸米国総領事のエドワード・ドンと握手する矢田

神戸市が同市職員を派遣している外郭団体に、人件費に充てるため補助金を支出していることについて、住民団体が、矢田と外郭団体に対し、2004年から2006年にかけ支出してきた補助金のうち、総額約72億円を同市に返還するよう、神戸地裁に住民訴訟を起こし、同地裁は、2008年4月に、直接支給ではなく補助金として支出していることが違法として、矢田と19の外郭団体に約48億円を返還するよう命じる判決を言い渡した。
同市は、この判決を受け、返還請求を実行した場合、各種の市民サービスを提供することをもって市民福祉向上に重要な役割を担っている外郭団体の運営を不安定に陥れたり、解散なり破産手続に追い込むおそれがあることが明らかであることから、外郭団体への補助金支出から派遣職員への給与の直接支給に変更するとともに、補助金支出によって生じた矢田に対する損害賠償請求権と外郭団体に対する不当利得返還請求権を放棄する内容の改正条例を施行したところ、大阪高裁はこの改正条例は議会の議決権の濫用で違法無効であるとして矢田と19の外郭団体に約55億円を返還するよう命じる判決を言い渡した。
しかし、最高裁は、矢田には補助金支出に注意義務を怠った過失はないから損害賠償義務はなく、外郭団体に対する不当利得返還請求権を放棄する内容の改正条例は裁量権の逸脱又は濫用でなく適法であり、放棄は有効であるという市の勝訴判決を言い渡した。
このほか、同市に対しては、神戸空港の建設をめぐり、数次にわたり矢田らに対して合計1千億円を超える額の損害賠償を求める住民訴訟が提起されたが、いずれも請求が棄却されている。